# Гибсборо (Њу Џерзи)
Гибсборо (енгл. Gibbsboro) град је у америчкој савезној држави Њу Џерзи.

## Демографија
По попису из 2010. године број становника је 2.274, што је 161 (-6,6%) становника мање него 2000. године.
| Група             | 2000.         | 2010.         |
| Белци             | 2.260 (92,8%) | 2.050 (90,1%) |
| Афроамериканци    | 68 (2,8%)     | 49 (2,2%)     |
| Азијати           | 26 (1,1%)     | 53 (2,3%)     |
| Хиспаноамериканци | 58 (2,4%)     | 93 (4,1%)     |
| Укупно            | 2.435         | 2.274         |